# مگنوس ندروگتن
مگنوس ندروگتن (انگلیسی: Magnus Nedregotten؛ زادهٔ ۲۴ اکتبر ۱۹۹۰) اسکی‌باز آلپاین، و ورزشکار کرلینگ اهل نروژ است.